# 1938
1938 (MCMXXXVIII) var ett normalår som började en lördag i den gregorianska kalendern.

## Händelser

### Januari
- Januari – Operation Hitlerjugend, ett led i den stora utrensningen, inleds i Sovjetunionen.[1]
- 1 januari – I Finland grundas Lapplands län genom utbrytning ur Uleåborgs län.[2]
- 17 januari – 20 000 personer inom den svenska hotell- och restaurangbranschen lockoutas. Så gott som alla svenska hotell och restauranger är stängda i två månader[3].
- 18 januari – Gösta Ekman d.ä. jordfästs, 100 000 personer följer sorgetåget, och SR tystnar i en minut[4].
- 27 januari – Den första domen till den nya svenska strafformen ungdomsfängelse avkunnas[3].

### Februari
- 4 februari – Tyske rikskanslern Adolf Hitler tar befälet över den tyska krigsmakten.
- 10 februari – Vid val i Nordirland visar att befolkningen inte vill övergå från Storbritannien till Irländska republiken[5].
- 24 februari – Första nylonprodukten börjar säljas i USA och är en tandborste[6].
- 26 februari – Befolkningskommissionen föreslår skolmåltider för folkskolebarn[3].
- 27 februari – Svenska kyrkan börjar använda 1937 års psalmbok.

### Mars
- 9 mars – Tyska soldater tågar mot Österrike[5].
- 12 mars – Österrike invaderas av tyska trupper, folkmassor jublar[7].

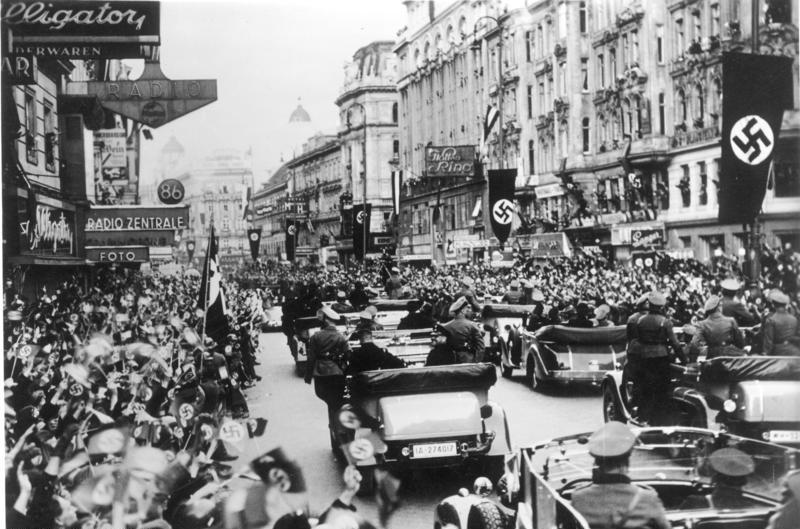
Anschluss

- 13 mars – Adolf Hitler proklamerar att Österrike är en del av det Tyska riket genom Anschluss (anslutning)[5].
- 15 mars – Nya massavrättningar genomförs i Sovjetunionen[5].
- 18 mars
  - Många civila dödade då Francisco Franco-sidans flyg bombar Barcelona[6].
  - Skådespelaren Pauline Brunius utnämns till Dramatens första kvinnliga chef[7] då hon efterträder Olof Molander.
- 20 mars – Mexiko förstatligar alla oljebolag[5].
- 23 mars – Sveriges riksdag beslutar att göra första maj till svensk allmän helgdag från 1939[7].
- 26 mars – För att inom Sverige behålla pengar som läggs på utländska lotterier grundar den svenska riksdagen statliga Svenska Penninglotteriet AB[3].
- 26 mars – En befolkningskommission i Sverige föreslår att de svenska skolorna bjuder på skolmåltid varje skoldag.

### April
- 6 april – Astrid Kindstrand blir Sveriges första kvinnliga nyhetsuppläsare i radio, vilket leder till en folkstorm av protester.
- 8 april – Automatisering med fingerskiva på telefonapparaterna är nu helt genomförd i Stockholm[3].
- 22 april – Sverige inför visumtvång för österrikiska medborgare på grund av att deras nationalitet anses oklar efter den tyska annekteringen föregående månad[4].
- 28 april – Storbritannien och Frankrike ingår försvarsallians[5].
- 29 april – Disciplinstraff som prygel och mörk cell förbjuds helt inom den svenska fångvården [7].
- April – Svenska småföretagares riksförbund antar en resolution mot "den stora invandringen".

### Maj

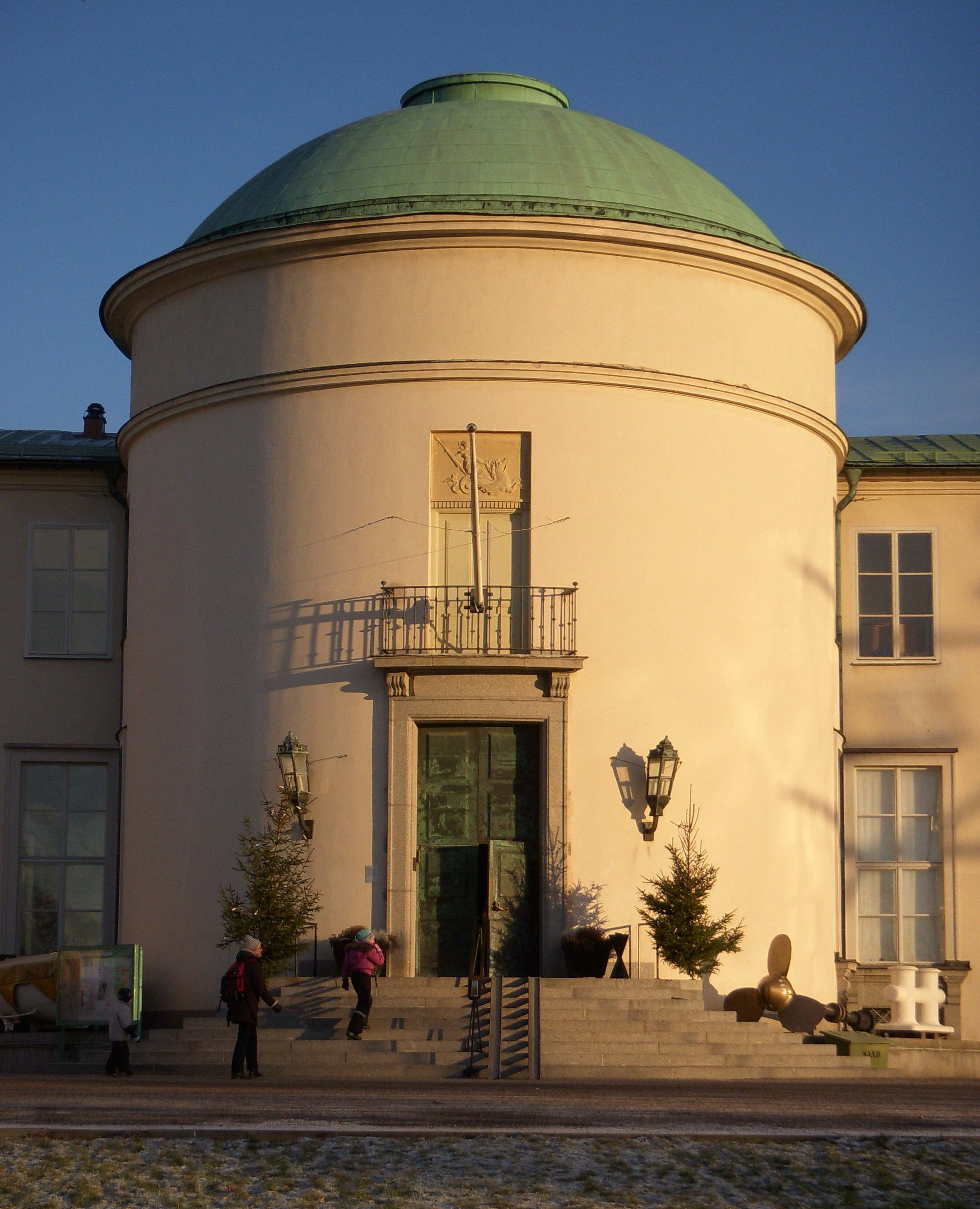
Sjöhistoriska museet

- 3 maj – Första utdelning av S:t Eriksmedaljen, Stockholms stadshus, 46 mottagare.
- 4 maj
  - Vatikanstaten erkänner Francisco Francos regim[5].
  - Mot bakgrund av den hotande uppladdningen i Europa beviljar den svenska riksdagen kraftigt höjda försvarsanslag[3].
- 5 maj – Vatikanen erkänner Francisco Francos regering i Spanien.
- 10 maj – Den svenska riksdagen beslutar att inrätta Statens institut för folkhälsan[3], främst för att främja förebyggande sjukvård[4].
- 18 maj
  - Filmen "Dimmornas kaj" med Jean Gabin har biopremiär i Paris[6].
  - Den svenska lagen om förbud om preventivmedelsförsäljning upphävs[7].
- 26 maj – Sveriges riksdag beslutar om folktandvård[8].
- 28 maj – Sjöhistoriska museet i Stockholm invigs.

### Juni

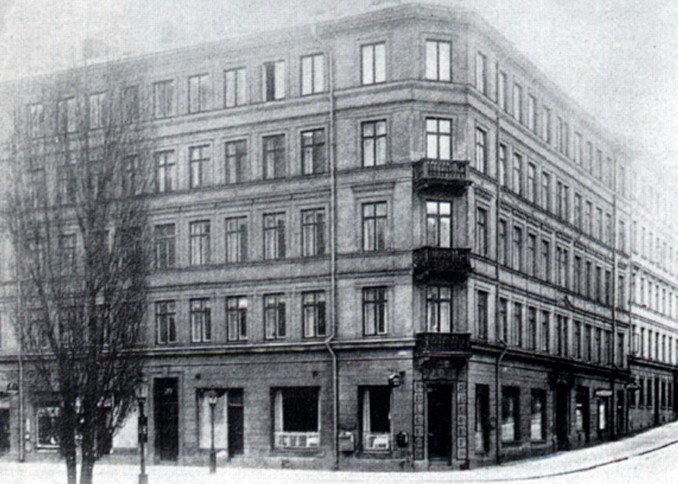
Radiumhemmet

- Juni – över 200 personer omkommer vid en tågolycka i Okayama, Japan[9].
- 1 juni
  - Stålmannen debuterar i serieform.
  - Direktflyg mellan Stockholm och Paris startar.
- 2 juni – Den svenska riksdagen beslutar om 12 dagars (två veckor) lagstadgad betald semester med bibehållen lön för alla svenskar[7] anställda i allmän eller enskild tjänst[4].
- 10 juni – Den svenska regeringen ger hemliga direktiv för säkerhetstjänstens arbete vid krig eller krigsfara. Man skall övervaka personer, post-, telegraf-, telefon- och radiotrafik.
- 11 juni – Radiumhemmet vid Karolinska institutet i Stockholm invigs[3].
- 14 juni – Norge tillåter kvinnliga präster[5].
- 16 juni – Kung Gustaf V firas på 80-årsdagen[10].
- 17 juni – En ny svensk abortlag tillåter abort på medicinska, humanitära, eugeniska (rashygieniska) eller sociala indikationer.

- 19 juni – Vid VM-finalen i fotboll i Paris vinner Italien finalen mot Ungern med 4–2[7] medan Brasilien slår Sverige med 4–2 i bronsmatchen.
- 26 juni – Joe Louis, USA försvarar världsmästartiteln i tungviktsboxning då han slår ut Max Schmeling, Tyskland i första ronden i USA.
- 28 juni – En meteorit vägande 450 ton träffar jorden vid Chicora, Pennsylvania i USA.
- 30 juni – Skulptören Carl Milles öppnar sitt hem på Lidingö, Sverige för allmänheten[6].

### Juli
- 1 juli – Radiotjänst inleder försök med sändningar utanför Sverige[3].
- 24 juli – 53 personer omkommer då ett militärflygplan störtar vid flyguppvisningar i Colombia[9].
- 25 juli – Det svenska norska "Georg Branting"-kompaniet är ett av de första, som går över floden Ebro i Spanien, en avgörande händelse i spanska inbördeskriget.

### Augusti
- 4 augusti – Svenskan Sally Bauer simmar över Kattegatt på sexton och en halv timme[3]. En vecka senare simmar hon över Ålands hav på 13 timmar[6].

### September
- 7 september – Luftförsvarsövningar inleds i Sverige genom att hela Stockholm mörkläggs[3].
- 8 september – Sverige och Finland enas om ett gemensamt försvar av Åland. Sovjet svarar med att befästa Leningradområdet på finskt territorium.
- 12 september – Filmen Robin Hoods äventyr, med Errol Flynn i huvudrollen, har svensk biopremiär[6].
- 17 september – Andra EM i friidrott inleds i Wien (det första där damtävlingar var tillåtna även om herrtävlingen inledd 3 september i Paris var separat)
- 22 september – Den svenska försvarsberedskapen stärks på grund av det alltmer instabila politiska läget i Europa genom inkallelser av en fjärdedel som varit inkallade under svenska sommaren 1938[4].
- 27 september
  - Världens största fartyg, Queen Elizabeth på 83 670 bruttoregisterton, lämnar varvet i Liverpool[7].
  - Disneys första tecknade långfilm, Snövit och de sju dvärgarna, har svensk premiär.

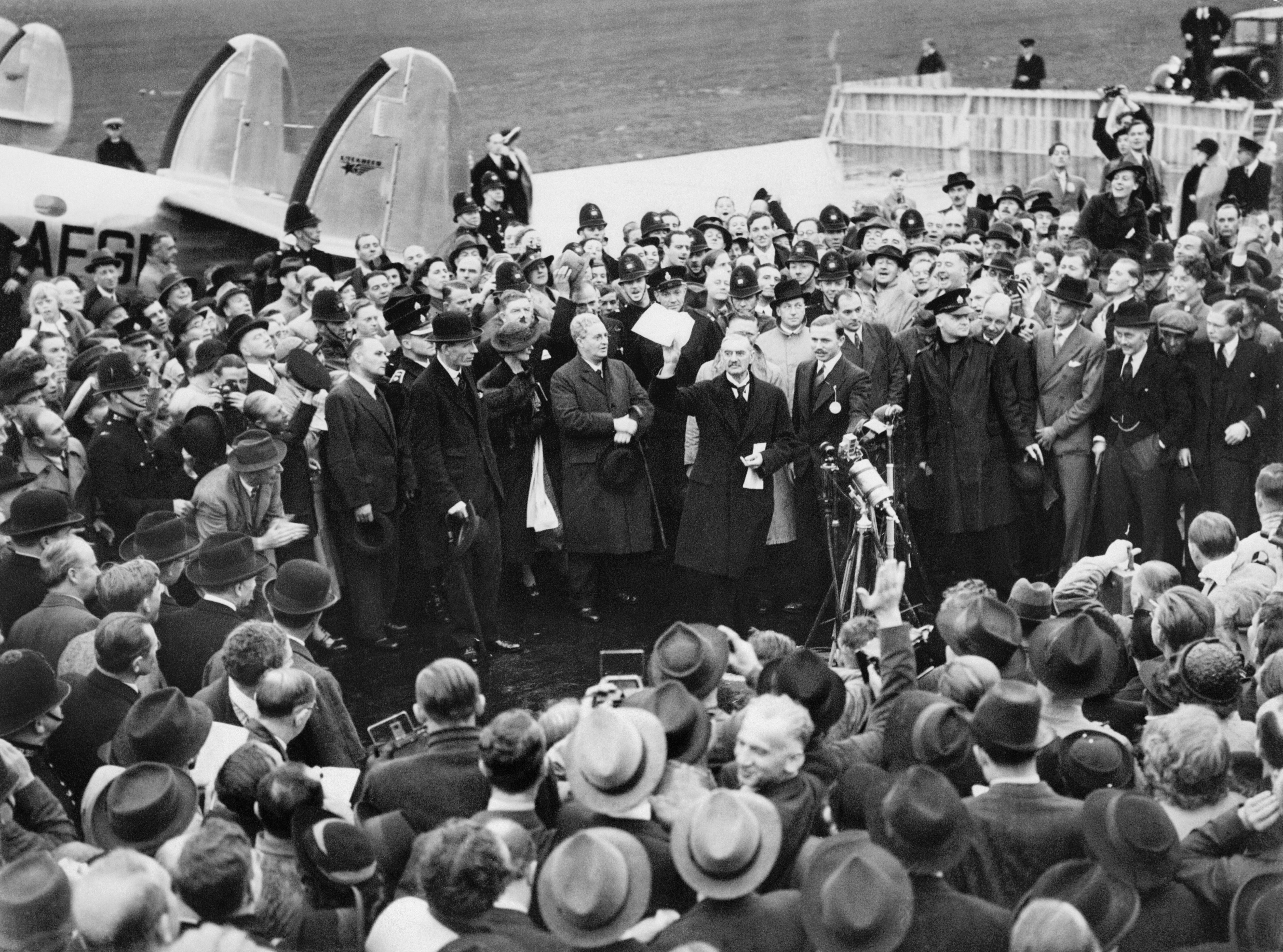
Münchenöverenskommelsen

- 29–30 september – Efter överläggningar mellan Tysklands rikskansler Adolf Hitler, Italiens diktator Benito Mussolini, Storbritanniens premiärminister Neville Chamberlain och Frankrikes president Édouard Daladier i München undertecknar dessa fyra, för sina länders räkning, Münchenöverenskommelsen. Den innebär bland annat att Tjeckoslovakien tvingas avträda Sudetlandet till Tyskland. När Neville Chamberlain kommer hem till Storbritannien menar han, att freden har räddats och säger att vi har fått "fred i vår tid"[7].

### Oktober

Tyska trupper marscherar in i Sudetlandet

- 1 oktober – Tyska trupper marscherar in i Sudetlandet[5].
- 1 oktober–8 oktober – Polen och Ungern annekterar delar av Tjeckoslovakien[5].
- 5 oktober – Tjeckoslovakiens president Edvard Beneš avgår från sitt ämbete.
- 10 oktober – Författaren Ludvig "Lubbe" Nordström inleder sina radioföredrag om "Lort-Sverige" som väcker stor upprördhet[3] genom att beskriva levnadsförhållandena på den svenska landsbygden[4].
- 15 oktober – Tyskland beslutar att märka alla judiska pass med ett rött "J", efter påstötningar från bland andra Sverige[6].
- 24 oktober – Omfattande vindsröjning anordnas i Stockholm i luftskyddets intresse för att bli av med brännbart material på vindarna.
- 30 oktober – En radioutsändning av 22-årige H.G. Wells roman Världarnas krig, dramatiserad av Orson Welles, vållar panik i USA, då många tror att jorden blir invaderad av marsianer på riktigt[6].

### November

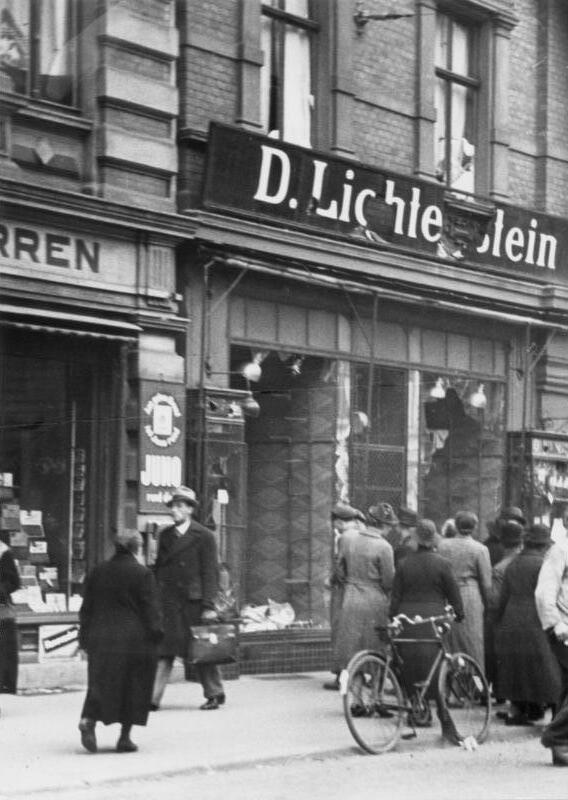
Kristallnatten

- 3 november – En konferens hålls i Helsingfors om Ålands befästande.
- 9 november – En stor pogrom mot judar genomförs i Tyskland och under den så kallade Kristallnatten förstörs judisk egendom, affärer och synagogor i hela Tyskland av SA-trupper[7]. 38 judar dödas och 20 000 judar grips för att skickas till koncentrationsläger.
- 10 november – Patent för "Bordsfotbollsspel eller liknande", patentet SE 94507,[11] Bernt Unger, ansökan inlämnad 22 april 1937.
- 11 november – İsmet İnönü efterträder avlidne Kemal Atatürk som Turkiets president[5].
- 21 november – Ett stort opinionsmöte mot judeförföljelserna i Tyskland hålls i Auditorium i Stockholm[3].
- 30 november – Det tjeckoslovakiska parlamentet utser Emil Hácha till ny president.

### December
- 1 december – Frågesport introduceras i svensk radio av Gösta Knutsson och blir en stor succé[3].

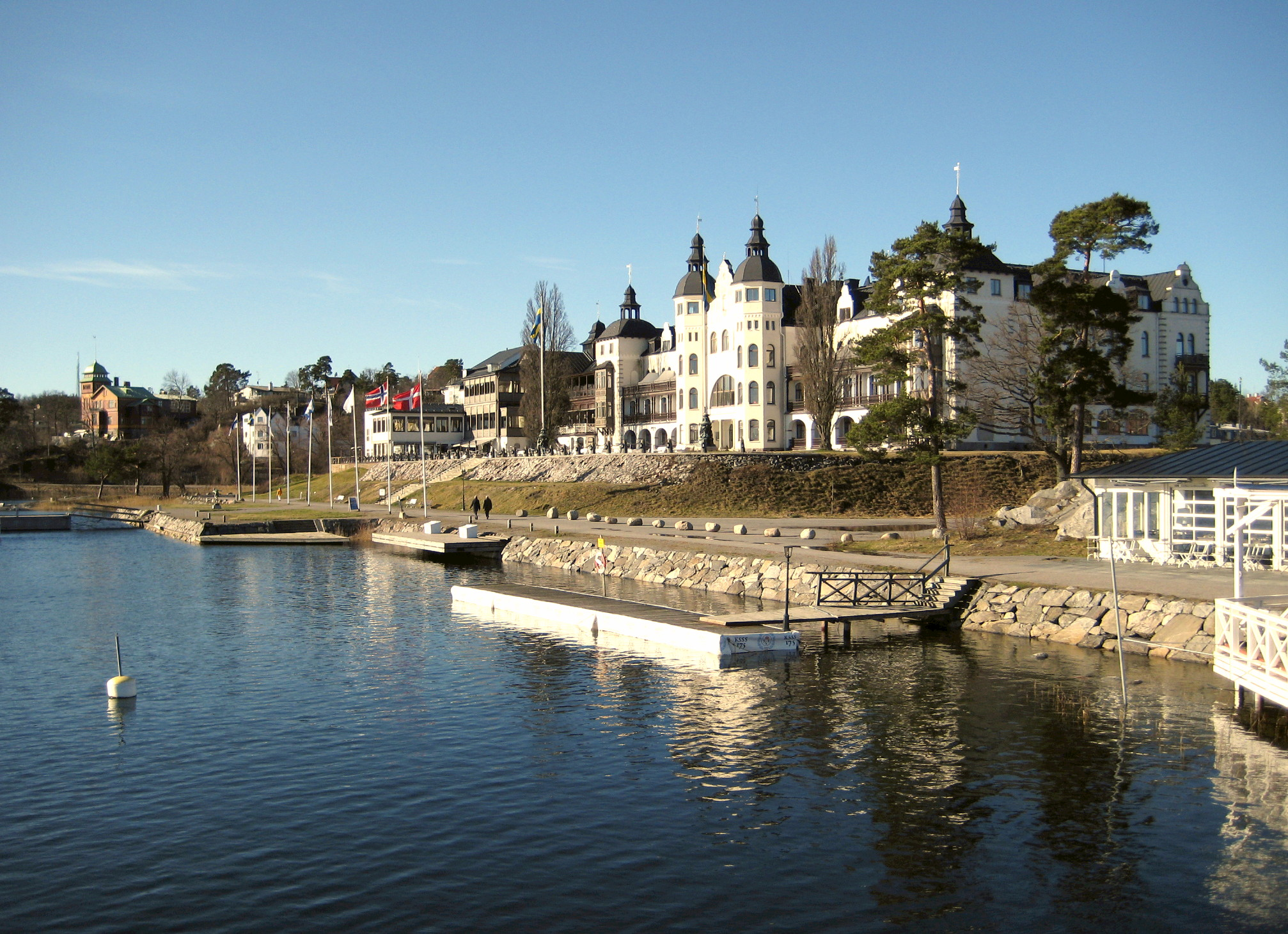
Grand Hotel Saltsjöbaden, där Saltsjöbadsavtalet undertecknades 1938.

- 20 december – LO och SAF undertecknar ett huvudavtal i Saltsjöbaden vilket är grunden till "Den svenska modellen". Man beslutar att man skall nå samförstånd genom förhandlingar istället för konflikter ("Saltsjöbadsandan"), för att garantera arbetsfreden framöver[7]. Avtalet innehåller regler om samarbetsorgan, Arbetsmarknadsnämnden, förhandlingsordning, uppsägning av arbetare samt ekonomiska åtgärder och samhällsfarliga konflikter.
- 22 december – Den svenska socialstyrelsen förklarar att vara jude inte är tillräckligt för att räknas som flykting[4]. Politiska flyktingars ställning stärks, medan "rasflyktingar" inte räknas som politiska och därmed inte får asylrätt i Sverige.

### Okänt datum
- Neonskylten på biografen Draken i Stockholm tänds[6].
- Schweiziske kemisten Albert Hoffman lyckas framställa LSD[13].
- Ferdinand Nilsson blir partisekreterare i Bondeförbundet
- Den så kallade statspolisen får i uppdrag att även ansvara för den allmänna säkerhetstjänsten i Sverige vid krig eller krigsfara.
- Den svenska befolkningskommissionen, som skall underlätta försörjning och skötande av barn, avslutar sitt arbete och kommer med en rad förslag. Förslagen är förmånligare familjebeskattning, bättre förlossningsvård och mödravård, moderskapspenning, statliga bosättningslån, barnbeklädnadsbidrag och stöd för aktiviteter.
- En svensk skattereform genomförs, mantalspenningarna från 1600-talet avskaffas.
- En ny svensk gruvlag antas.
- Den svenska preventivmedelslagen upphävs, varvid preventivmedel blir lagliga.
- Tandvårdsförsäkring införs i Sverige.
- Stockholms stads hembiträdesskola grundas.[14]
- Det svenska Allmänna valmansförbundet byter namn till Högerns riksorganisation.
- De nordiska staterna kommer överens om gemensamma neutralitetsregler.
- Det svenska Emigranternas självhjälp bildas av judiska flyktingar i Sverige.
- SAAB inleder produktionen av flygplan.
- Skandinaviska Kredit AB ombildas till Skandinaviska banken.
- Det svenska företaget Seto:s tillverkning av leksaksbilar i gjutjärn (som har pågått sedan 1927) läggs ner.
- I Sverige vill Stockholms hembiträdesförening att även hembiträden skall få åtta timmars arbetsdag[15].
- 25-åriga Ingrid Björnberg tar anställning som barnflicka på Stockholms slott[16].
- Svensktillverkad folkgasmask ute i handeln[3].
- En konstgalleriägare i Sverige döms till böter för att ha haft söndagsöppet[3].
- Hallwylska museet i Stockholm öppnas[3].
- Åtal då två minderåriga tillåtits dansa Lambeth Walk på Nöjesfältet i Stockholm[3].

## Födda

### Första kvartalet

#### Januari
- 1 januari
  - Frank Langella, amerikansk skådespelare.
  - Picko Troberg, svensk racerförare. (död 2016)
- 2 januari
  - Ian Brady, brittisk mördare. (död 2017)
  - Hans Herbjørnsrud, norsk författare. (död 2023)
  - Robert Smithson, amerikansk konstnär inom minimalism och earth art. (död 1973)
- 3 januari – Ove "Påven" Andersson, svensk rallyförare och stallchef i rally och Formel 1. (död 2008)
- 5 januari
  - Juan Carlos I, Spaniens kung 1975–2014.
  - Terry Davis, brittisk politiker, parlamentsledamot för Labour Party 1971–1974 och 1979–2004. (död 2024)
  - Ngũgĩ wa Thiong'o, kenyansk författare. (död 2025)
- 7 januari – Lena Granhagen, svensk skådespelare.
- 10 januari – Lois Capps, amerikansk demokratisk politiker, kongressledamot 1998–2017.
- 20 januari – Olof Lundström Orloff, svensk skådespelare. (död 2022)
- 21 januari – Leif Hallberg, svensk skådespelare. (död 1960)
- 25 januari
  - Etta James, amerikansk R&B-sångerska. (död 2012)
  - Konrad Raiser, Generalsekreterare i Kyrkornas Världsråd.
- 28 januari – Mats Paulson, svensk sångare, poet, målare och visdiktare. (död 2021)
- 30 januari – Islam Karimov, president i Uzbekistan. (död 2016)
- 31 januari – Beatrix av Nederländerna, drottning av Nederländerna 1980–2013, därefter nederländsk prinsessa.

#### Februari
- 3 februari
  - Emile Griffith, amerikansk proffsboxare. (död 2013)
  - Pauli Siitonen, finländsk längdåkare. (död 2024)
- 4 februari – Donald W. Riegle, amerikansk politiker, senator 1976–1995.
- 7 februari – S. Ramachandran Pillai, indisk kommunistisk politiker.
- 10 februari – Torsten Wahlund, svensk skådespelare. (död 2024)
- 11 februari
  - Boris Majorov, sovjetrysk ishockeyspelare.
  - Jevgenij Majorov, sovjetisk ishockeyspelare. (död 1997)
  - Manuel Noriega, general och diktator i Panama. (död 2017)
- 14 februari – Anita Dahl, svensk skådespelare.
- 17 februari – Bengt Sändh, svensk trubadur. författare, snusfabrikör.
- 20 februari – Richard Beymer, amerikansk skådespelare.
- 23 februari
  - Karl Erik Olsson, svensk centerpartistisk politiker, jordbruksminister 1991–1994, EU-parlamentariker 1995–2004. (död 2021)
  - Diane Varsi, amerikansk skådespelare. (död 1992)
- 25 februari – Herb Elliott, australisk medeldistanslöpare.
- 27 februari – Pascale Petit, fransk skådespelare.
- 28 februari – Martin Olav Sabo, amerikansk demokratisk politiker. (död 2016)

#### Mars
- 1 mars – Adam Backström, svensk arkitekt. (död 2021)
- 2 mars – Ricardo Lagos, chilensk politiker, president 2000–2006.
- 7 mars – Rolf Larsson, svensk skådespelare och regissör. (död 2001)
- 8 mars
  - George Innes, brittisk skådespelare.
  - Leif Silbersky, svensk advokat och författare. (död 2024)
- 9 mars – Barbro Svensson, Lill-Babs, svensk sångerska. (död 2018)
- 15 mars – Leif Widengren, svensk polis. (död 1992)
- 17 mars – Rudolf Nurejev, sovjetisk balettdansör och skådespelare. (död 1993)
- 19 mars – Jacob Söderman, finländsk ämbetsman och politiker.
- 20 mars – Bosse Parnevik, svensk imitatör.
- 31 mars
  - Sheila Dikshit, indisk politiker, chefsminister i Delhi 1998–2013. (död 2019)
  - Nicholas Winterton, brittisk parlamentsledamot för Conservative 1971–2010.

### Andra kvartalet

#### April
- 1 april – Ali MacGraw, amerikansk skådespelare.
- 2 april – John Larsson, svensk författare, Frälsningsarméns ledare 2002–2006. (död 2022)
- 3 april – Allan Larsson, svensk journalist och socialdemokratisk politiker, finansminister 1990–1991.
- 7 april – Spencer Dryden, amerikansk musiker, trumslagare i Jefferson Airplane. (död 2005)
- 8 april – Kofi Annan, ghanansk diplomat, FN:s sjunde generalsekreterare. (död 2018)
- 9 april – Tom Metzger, amerikansk nynazist. (död 2020)
- 15 april
  - Björn Alke, svensk kompositör. (död 2000)
  - Jay Garner, amerikansk general, USA:s administratör i Irak efter kriget 2003.
- 16 april – Kasdi Merbah, algerisk politiker, regeringschef 1988–1989. (död 1993)
- 17 april – Ben Barnes, amerikansk demokratisk politiker.
- 21 april – Eraldo Pizzo, italiensk vattenpolospelare.
- 23 april – Steve Symms, amerikansk republikansk politiker, senator 1981–1993. (död 2024)
- 25 april – Christina Lindström, svensk skådespelare.
- 28 april
  - Madge Sinclair, jamaicansk skådespelare. (död 1995)
  - Jimmy Wray, brittisk politiker. (död 2013)
- 29 april – Bernard Madoff, amerikansk finansman. (död 2021)
- 30 april – Larry Niven, amerikansk science fiction-författare.

#### Maj
- 4 maj – Leif Söderström, svensk operaregissör och librettist. (död 1994)
- 5 maj – Jerzy Skolimowski, polsk regissör och manusförfattare.
- 6 maj – Bim Warne, svensk skådespelare. (död 2020)
- 14 maj
  - Sven Hulterström, svensk socialdemokratisk politiker, bland annat socialminister 1989–1990.
  - Göran Zachrisson, svensk golfjournalist och TV-kommentator. (död 2021)
- 15 maj
  - William A. Steiger, amerikansk republikansk politiker, kongressledamot 1967–1978. (död 1978)
  - Inga Ålenius, svensk skådespelare. (död 2017)
- 16 maj – Stuart Bell, brittisk politiker. (död 2012)
- 20 maj
  - Einar Bergh, svensk operasångare. (död 1997)
  - Astrid Kirchherr, tysk fotograf som också stylade Beatles. (död 2020)
- 21 maj – Kay Pollak, svensk filmregissör.
- 31 maj – Peter Yarrow, amerikansk sångare, medlem i Peter, Paul and Mary. (död 2025)

#### Juni
- 2 juni – Prinsessan Désirée, svensk prinsessa.
- 3 juni – Seppo Heikinheimo, finländsk musikvetare och författare. (död 1997)
- 8 juni – Angelo Amato, italiensk katolsk biskop. (död 2024)
- 15 juni – Synnöve Clason, svensk litteraturvetare.
- 18 juni – Bo Holmström, svensk TV-reporter, debattör och författare. (död 2017)
- 21 juni – Dan Burton, amerikansk republikansk politiker, kongressledamot 1983–2013.
- 24 juni – Kim Procopé, finlandssvensk skådespelare.
- 28 juni – Leon Panetta, amerikansk politiker.

### Tredje kvartalet

#### Juli
- 8 juli – Tore Frängsmyr, svensk professor i vetenskapshistoria. (död 2017)
- 9 juli – Brian Dennehy, amerikansk skådespelare. (död 2020)
- 18 juli – Lennart Hjulström, svensk regissör och skådespelare. (död 2022)
- 19 juli
  - Kjell Lennartsson, svensk skådespelare.
  - Franklin Delano Roosevelt III, amerikansk nationalekonom.
- 20 juli
  - Diana Rigg, brittisk skådespelare. (död 2020)
  - Natalie Wood, amerikansk skådespelare. (död 1981)
- 21 juli
  - Les Aspin, amerikansk demokratisk politiker, USA:s försvarsminister 1993–1994. (död 1995)
  - Janet Reno, amerikansk demokratisk politiker, USA:s justitieminister 1993–2001. (död 2016)
- 22 juli – Terence Stamp, brittisk skådespelare.
- 23 juli – Ronny Cox, amerikansk skådespelare.
- 28 juli – Alberto Fujimori, peruansk politiker, president 1990–2000. (död 2024)

#### Augusti
- 1 augusti – Margita Ahlin, svensk regissör och skådespelare.
- 7 augusti – Giorgetto Giugiaro, italiensk bildesigner.
- 9 augusti
  - Rod Laver, australisk tennisspelare.
  - Leonid Kutjma, ukrainsk politiker, president 1994–2004.
- 10 augusti – Lars Amble, svensk skådespelare och regissör. (död 2015)
- 15 augusti
  - Peter Blitz, svensk barnskådespelare.
  - Maxine Waters, amerikansk demokratisk politiker, kongressledamot 1991–.
- 17 augusti – Abu Bakar Bashir, islamisk andlig ledare i Indonesien.
- 20 augusti – Jean-Loup Chrétien, fransk rymdfarare.
- 24 augusti – Brian Cotter, brittisk politiker. (död 2023)
- 25 augusti – Frederick Forsyth, brittisk författare. (död 2025)
- 28 augusti – Paul Martin, kanadensisk politiker, premiärminister 2003–2006.

#### September
- 1 september – Per Kirkeby, dansk konstnär. (död 2018)
- 6 september – Lillemor Dahlqvist, svensk sångare och skådespelare.
- 7 september – Juanita Millender-McDonald, amerikansk demokratisk politiker, kongressledamot 1996–2007. (död 2007)
- 10 september – Karl Lagerfeld, tysk-fransk modeskapare. (död 2019)
- 12 september – Sonny Johnson, svensk skådespelare och regissör.
- 13 september – John Smith, brittisk politiker, partiledare för Labour 1992–1994, handelsminister 1978–1979. (död 1994)
- 23 september – Romy Schneider, tysk skådespelare. (död 1982)
- 25 september – Clifford Trahan, amerikansk countrymusiker. (död 2016)
- 29 september – Wim Kok, nederländsk politiker, premiärminister i Nederländerna 1994–2002. (död 2018)

### Fjärde kvartalet

#### Oktober
- 1 oktober – Alf Svensson, svensk politiker, partiledare[3].
- 3 oktober – Eddie Cochran, amerikansk rockmusiker. (död 1960)
- 8 oktober – Fred Stolle, australisk tennisspelare.
- 9 oktober – Denzil Davies, brittisk politiker. (död 2018)
- 10 oktober – Heinz Fischer, österrikisk politiker, förbundspresident 2004–2016.
- 14 oktober
  - John Dean, amerikansk jurist.
  - Farah Diba Pahlavi, iransk kejsarinna.
- 15 oktober – Preston Haskell,

amerikansk företagsledare.
- 16 oktober
  - Sten Ljunggren, svensk skådespelare.
  - Jorma Ojaharju, finländsk författare. (död 2011)
- 17 oktober – Evel Knievel, amerikansk stuntman. (död 2007)
- 20 oktober – Carl-Johan Seth, svensk skådespelare, regissör och författare.
- 23 oktober – John Heinz, amerikansk republikansk politiker, senator. (död 1991)
- 27 oktober – Maurice Hinchey, amerikansk demokratisk politiker. (död 2017)

#### November
- 2 november – Sofia av Grekland, spansk drottning.
- 8 november
  - Jonas Cornell, svensk producent, regissör och manusförfattare. (död 2022)
  - Murtala Mohammed, före detta president i Nigeria. (död 1976)
- 13 november – Jean Seberg, amerikansk skådespelare. (död 1979)
- 16 november – Robert Nozick, amerikansk filosof. (död 2002)
- 18 november – Eugenio Montejo, venezuelansk författare. (död 2008)
- 19 november – Ted Turner, amerikansk affärsman, grundade TV-kanalen CNN.
- 21 november
  - Bernt Carlsson, svensk politiker och diplomat. (död 1988)
  - Bengt W. Sahlberg, professor i turismvetenskap.
- 22 november – Christina Lagerson, svensk TV-regissör.
- 23 november – Sara Karloff, amerikansk skådespelare.

#### December
- 4 december – Agneta Ekmanner, svensk skådespelare och fotomodell.
- 6 december – Nicky Cruz, amerikansk pastor och före detta gängledare i New York.
- 8 december – John Kufuor, president i Ghana från 2001.
- 13 december – Heinz Georg Kramm, tysk sångare.
- 15 december
  - Klaus Hänsch, tysk politiker, talman i Europaparlamentet 1994–1997.
  - Wes Watkins, amerikansk politiker, kongressledamot 1977–1991 och 1997–2003. (död 2025)
- 16 december – Liv Ullmann, norsk skådespelare och filmregissör.
- 18 december
  - Chas Chandler, brittisk musiker, medlem i The Animals. (död 1996)
  - Ahmad Yassin, ledare för Hamas. (död 2004)
- 20 december – Jayawantiben Mehta, indisk politiker. (död 2016)
- 22 december – Tandja Mamadou, president i Niger. (död 2020)
- 24 december – Carl-Göran Öberg, svensk ishockeyspelare.
- 25 december – John E. Peterson, amerikansk republikansk politiker, kongressledamot 1997–2009.
- 26 december – Eberhard Gwinner, tysk ornitolog. (död 2004)
- 29 december – Jon Voight, amerikansk skådespelare.

## Avlidna

### Första kvartalet

#### Januari
- 12 januari – Gösta Ekman d.ä., 47, svensk skådespelare och teaterchef[3] (uremi[17]).
- 16 januari – William Henry Pickering, 79, amerikansk astronom.

#### Februari
- 1 februari – Ernst Öberg, 68, svensk skådespelare.
- 4 februari – Max von Montgelas, 77, tysk militär.
- 5 februari – Axel Ljung, 53, svensk friidrottare och gymnast.
- 6 februari – Marianne von Werefkin, 77, rysk målare.
- 7 februari – Harvey S. Firestone, 69, amerikansk entreprenör, grundare av gummifirman Firestone.

#### Mars
- 1 mars – Gabriele D'Annunzio, 74, italiensk författare.
- 15 mars
  - Genrich Jagoda, 46, chef för de sovjetiska säkerhetspolisen NKVD 1934–1936, avrättad.
  - Nikolai Bucharin, 49, rysk politiker, redaktör, avrättad.
- 20 mars – Oskar Textorius, 74, svensk skådespelare, sångare och teaterdirektör.

### Andra kvartalet

#### April
- 7 april – Suzanne Valadon, 72, fransk konstnär.
- 8 april – King Oliver, 52, amerikansk musiker
- 12 april – Fjodor Sjaljapin, 65, rysk operasångare.
- 16 april – August Falck, 55, svensk skådespelare.
- 21 april – August Ander, 69, svensk lantbrukare och politiker (liberal).
- 23 april – Anna Maria Roos, 76, svensk lärare, författare, och sångtextförfattare.

#### Maj

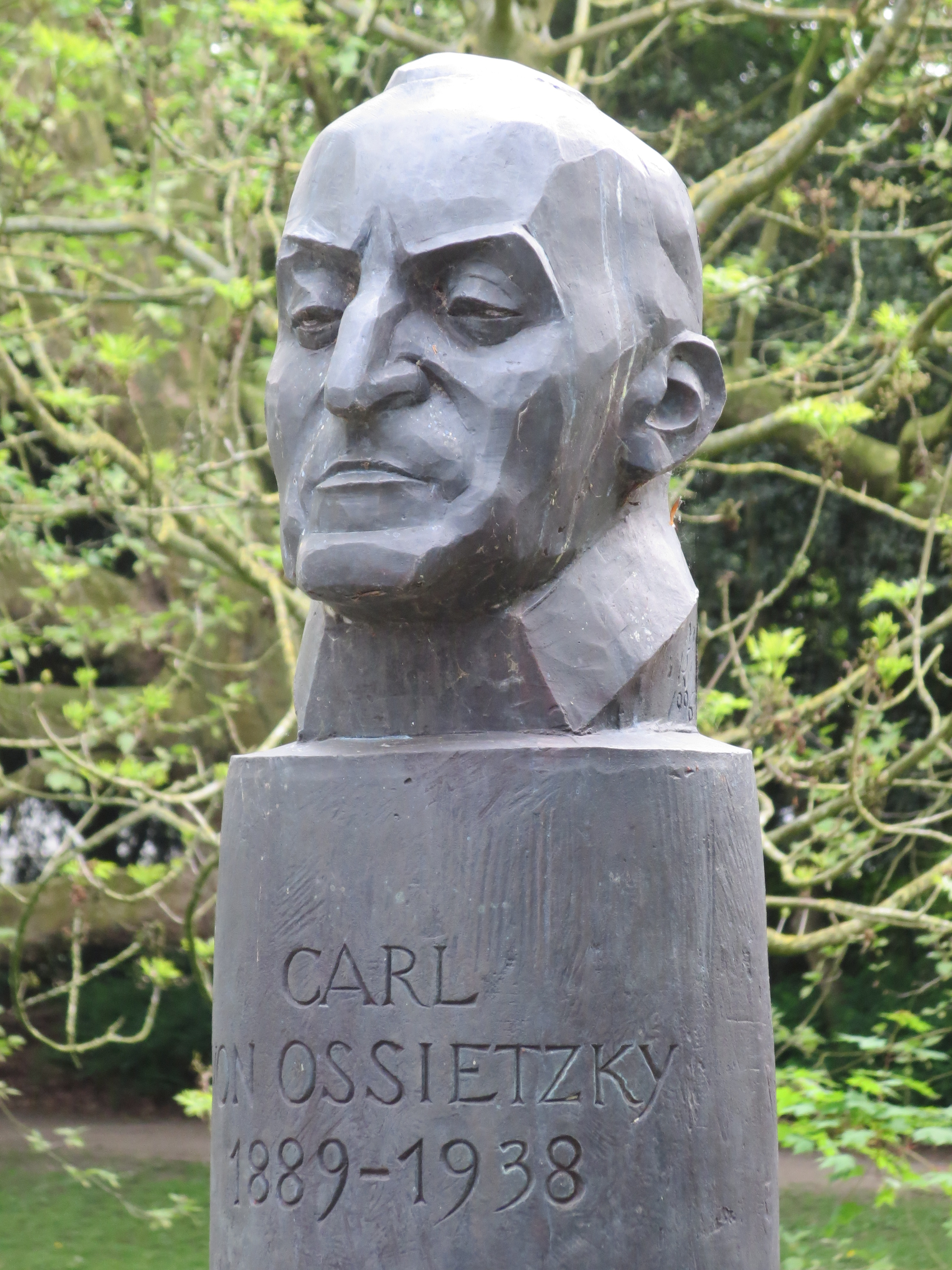
Den tyske pacifisten Carl von Ossietzky avled den 4 maj, 48 år gammal.

- Den tyske pacifisten Carl von Ossietzky avled den 4 maj, 48 år gammal.4 maj – Carl von Ossietzky, 48, tysk pacifist, nobelpristagare.
- 5 maj – Emilie Mataja, 82, österrikisk författare.
- 6 maj
  - Victor Cavendish, 9:e hertig av Devonshire, 69, brittisk politiker.
  - Max Hermann Jellinek, 69, österrikisk lingvist.
- 7 maj – Octavian Goga, 57, rumänsk politiker och författare.
- 8 maj – Alexander Zahlbruckner, 77, österrikisk botaniker.
- 12 maj – Aleksandr Jakovlev, 52, rysk-fransk målare.
- 16 maj – Joseph Baermann Strauss, 68, amerikansk ingenjör.
- 19 maj – Adolf Schlatter, 85, schweizisk teolog.
- 21 maj – Einar H. Kvaran, 78, isländsk författare.
- 22 maj
  - William Glackens, 68, amerikansk målare.
  - Jacob Wackernagel, 84, schweizisk filolog.
- 23 maj – Jevhen Konovalets, 46, ukrainsk nationalistledare, mördad.
- 25 maj – Henry R. Gibson, 100, amerikansk republikansk politiker, kongressledamot 1895–1905.
- 26 maj – John Jacob Abel, 81, amerikansk biokemist och farmakolog.
- 28 maj – Miguel Fleta, 40, spansk operasångare.
- 29 maj – Solomon Levit, 43, sovjetisk läkare, avrättad.
- 31 maj – Max Blecher, 28, rumänsk poet.

#### Juni
- 1 juni – K.A. Wallenberg, 85, svensk bankman och politiker, utrikesminister 1914–1917.
- 3 juni – Marion Butler, 75, amerikansk politiker, jurist och publicist, senator 1895–1901.
- 6 juni – Rafael Guízar Valencia, 60, mexikansk romersk-katolsk biskop, helgon.
- 14 juni – Edvard Gylling, 56, finlandssvensk kommunist.
- 15 juni – Ernst Ludwig Kirchner, 58, tysk målare, expressionist.
- 19 juni – Henry W. Keyes, 75, amerikansk republikansk politiker, guvernör i New Hampshire 1917–1919, senator 1919–1937.
- 29 juni – Frederick William Vanderbilt, 82, amerikansk järnvägsmagnat.

### Tredje kvartalet

#### Juli
- 4 juli – Suzanne Lenglen, 39, fransk tennisspelare.
- 24 juli – Obadiah Gardner, 85, amerikansk demokratisk politiker, senator 1911–1913.

#### Augusti
- 4 augusti – Pearl White, 49, amerikansk skådespelare, stumfilmens drottning.
- 6 augusti – Joseph W. Fifer, 97, amerikansk republikansk politiker, guvernör i Illinois 1889–1893.
- 16 augusti – Andrej Hlinka, 73, slovakisk katolsk präst och politiker.
- 31 augusti – Joseph M. Devine, 77, amerikansk republikansk politiker, guvernör i North Dakota 1898–1899.

#### September
- 10 september – Fredrikke Qvam, 95, norsk kvinnorättskämpe.
- 25 september – Paul Olaf Bodding, 72, norsk missionär.

### Fjärde kvartalet

#### Oktober
- 5 oktober
  - Faustina Kowalska, 33, polsk nunna, helgon (2000).
  - Albert Ranft, 79, svensk teaterchef och skådespelare.
- 21 oktober – Henry Heitfeld, 79, amerikansk politiker, senator 1897–1903.
- 24 oktober – Ernst Barlach, 68, tysk skulptör.

#### November
- 9 november – Ernst vom Rath, 29, tysk diplomat.
- 10 november – Kemal Atatürk, 57, turkisk politiker, president, det moderna Turkiets skapare[5].
- 11 november – Josiah O. Wolcott, 61, amerikansk demokratisk politiker och jurist, senator 1917–1921.
- 16 november – Frank D. Jackson, 84, amerikansk republikansk politiker, guvernör i Iowa 1894–1896.
- 20 november
  - Maud av Storbritannien, 68, drottning av Norge sedan 1905, gift med Haakon VII.
  - Mikito Takayasu, 78, japansk oftalmolog.
- 21 november – Leopold Godowsky, 68, amerikansk pianist.

#### December

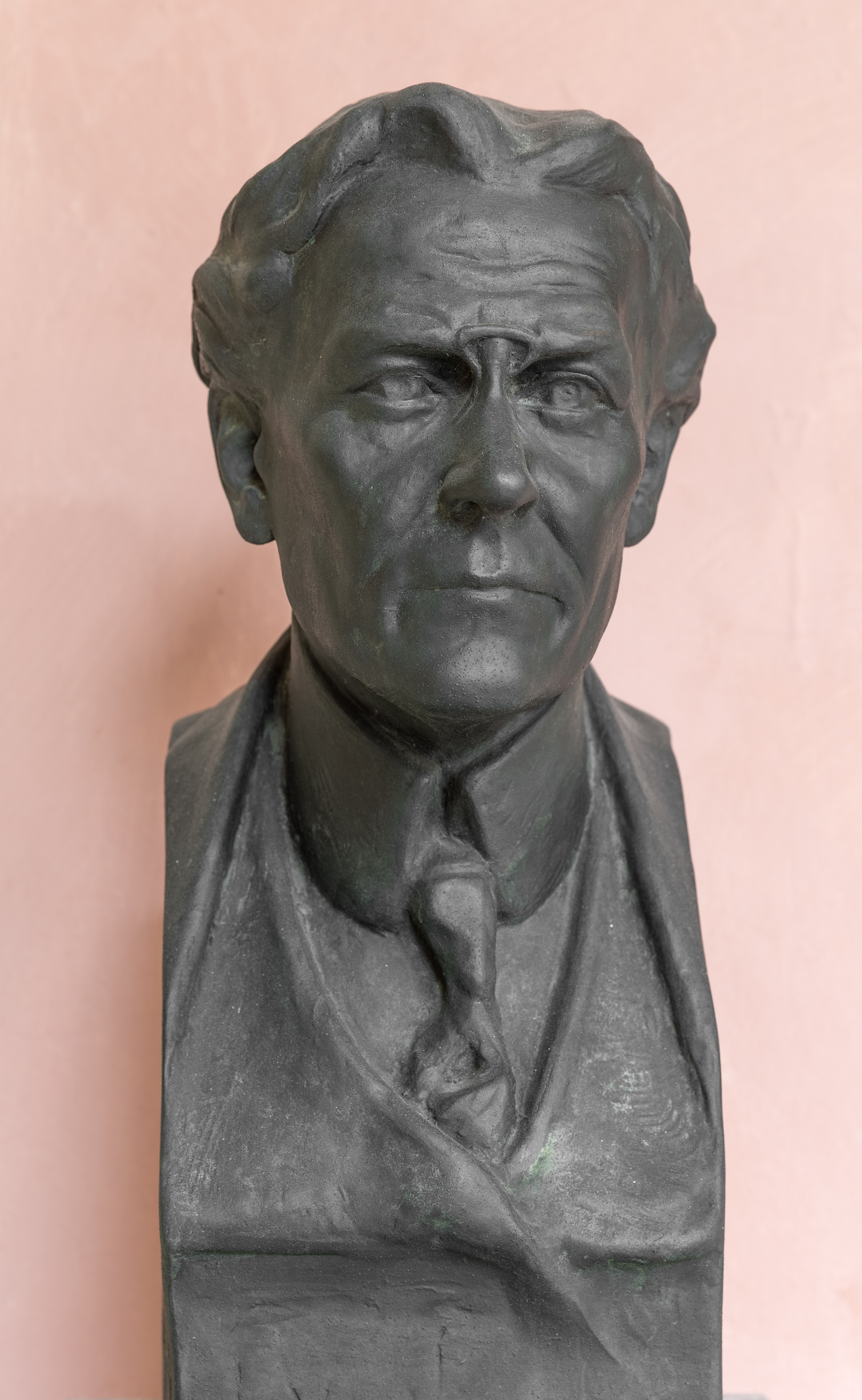
Den österrikiske konsthistorikern Julius von Schlosser avled den 1 december, 72 år gammal.

- Den österrikiske konsthistorikern Julius von Schlosser avled den 1 december, 72 år gammal.1 december – Julius von Schlosser, 72, österrikisk konsthistoriker.
- 3 december – J.H. Vennola, 66, finländsk politiker, statsminister 1919–1920 och 1921–1922.
- 6 december – Georgij Baklanov, 57, rysk operasångare.
- 7 december – Katharine Carl, 73, amerikansk porträttmålare och memoarskrivare.
- 8 december
  - Friedrich Glauser, 42, schweizisk författare.
  - Paul Mombert, 62, tysk nationalekonm.
- 10 december – Paul Morgan, 52, österrikisk skådespelare.
- 11 december – Christian Lous Lange, 69, norsk pacifist, nobelpristagare.
- 12 december
  - Theodor Heller, 69, österrikisk läkare.
  - Holger Sinding-Larsen, 69, norsk arkitekt.
- 17 december – Gustav Tammann, 77, balttysk fysiker och kemist.
- 19 december
  - Heinrich Finke, 83, tysk historiker.
  - Warren T. McCray, 73, amerikansk republikansk politiker, guvernör i Indiana 1921–1924.
- 22 december – Albert Fraenkel, 74, tysk läkare.
- 23 december – Robert Herrick, 70, amerikansk romanförfattare.
- 24 december – Bruno Taut, 58, tysk arkitekt och stadsplanerare.
- 25 december – Karel Čapek, 48, tjeckisk författare.
- 27 december
  - Calvin Bridges, 49, amerikansk genetiker.
  - Zona Gale, 64, amerikansk författare.
  - Osip Mandelstam, 47, sovjetisk poet.
  - Émile Vandervelde, 72, belgisk socialistisk politiker.
- 31 december – Longinos Navás, 80, spansk entomolog.

## Nobelpris[18]
- Fysik – Enrico Fermi, Italien
- Kemi – Richard Kuhn, Tyskland
- Medicin – Corneille Heymans, Belgien
- Litteratur – Pearl Buck, USA
- Fred – Internationella Nansen-Institutet

### Fotnoter
1. ↑  Schafranek, Hans (januari 2001). ”Kontingentierte 'Volksfeinde' und 'Agenturarbeit'” (på tyska). Internationale wissenschaftliche Korrespondenz zur Geschichte der deutschen Arbeiterbewegung. Arkiverad från originalet den 26 april 2012. https://web.archive.org/web/20120426002240/http://www.iwk-online.de/2001-1_schafranek.html. Läst 2 januari 2014.
2. ↑  ”World Statesmen (läst 2 april 2011)”. http://www.worldstatesmen.org/Finland_prov.html.
3. 1 2 3 4 5 6 7 8 9 10 11 12 13 14 15 16 17 18 19 20  Hundra år i Sverige – 1938, Hans Dahlberg, Albert Bonniers, 1999
4. 1 2 3 4 5 6 7  Sverige 1900-talet – 1938, NE, Bra Böcker, 2000
5. 1 2 3 4 5 6 7 8 9 10 11 12  Faktakalendern 2000 – 1938 (Utlandet), Semic, 1999
6. 1 2 3 4 5 6 7 8 9  100 år med Aftonbladet – 1938, 1999
7. 1 2 3 4 5 6 7 8 9 10 11  20:e århundrades När Var Hur – 1938, Bernt Himmelstedt, Forum, 1999
8. ↑  Faktakalendern 2000 – 1938 (Sverige), 1999
9. 1 2  Faktakalendern 1996, Semic, 1995
10. ↑  75 år Sverige, Carl-Adam Nycop, Bra Böcker, 1976, sidan 111 - Gustaf V 80-årshyllad
11. ↑   patent SE94507, Svensk Patentdatabas /PRV.se (läst 10 juni 2025)
12. ↑  Huldén, Ghita (12 september 2008). ”Saltsjöbadsavtalet - en bakgrund”. Nyheterna.se. http://nyheterna.se/1.626317/2008/09/12/saltsjobadsavtalet_en_bakgrund. Läst 4 juni 2009.
13. ↑  ”Narkotika”. Arkiverad från originalet den 24 maj 2011. https://web.archive.org/web/20110524131828/http://members.fortunecity.com/simulatorsmusicsite/droger/narkotika.htm.
14. ↑  ”Stockholmskällan”. http://www.stockholmskallan.se/Soksida/Post/?nid=5912. Läst 26 september 2011.
15. ↑  ”Aftonbladet 12 juni 2005 - Så blir en kvinna desperat”. http://www.aftonbladet.se/kultur/huvudartikel/article292891.ab.
16. ↑  ”Bokus Victoria”. http://www.bokus.com/newsletters/Pdf/9789174240726.pdf.
17. ↑  75 år Sverige, Carl-Adam Nycop, Bra Böcker, 1976, sidan 109 - Gösta Ekmans sista färd
18. ↑  ”Nobelpriset”. https://www.nobelprize.org/prizes/lists/all-nobel-prizes/. Läst 10 april 2011.